# Мацеевский, Мацей
Мацей Мацеевский (пол. Maciej Maciejewski; 1 октября 1914 — 17 мая 2018) — польский актёр.

## Биография
В 1936—1938 гг. занимался в оперной студии Варшавской оперы, в 1938 г. дебютировал на оперной сцене в партии Януша в опере Станислава Монюшко «Галька». В 1939 г. участвовал в военных действиях Второй мировой войны, был ранен. Затем перебрался на территории, присоединённые к СССР, и в 1940—1941 гг. работал в театре кукол в Гродно. После того, как город был оккупирован немецкими войсками, в 1941 г. вернулся в Варшаву, работал в банке.
В первое послевоенное время учился актёрскому мастерству в Кракове в студии Иво Галля, выступал в краковских театрах. Затем последовал вслед за Галлем в Гдыню, где с его участием был основан театр «Побережье»; вместе с другой ученицей Галля, Зофьей Перчиньской, сыграл одну из заглавных ролей в постановке пьесы Тадеуша Гайцы «Гомер и Орхидея».
В 1948—1949 гг. в Лодзи, откуда вместе с режиссёром Леоном Шиллером перешёл в 1949 г. в Польский театр в Варшаве. Здесь одной из его первых ролей был Клещ в «На дне» Максима Горького, как об этом вспоминает другой ветеран польской сцены Витольд Садовый, сыгравший в том же спектакле Алёшку. Затем в 1956—1959 гг. играл в Драматическом театре Варшавы, действовавшем во Дворце культуры и науки, и потом вновь в Польском театре вплоть до выхода на пенсию в 1978 году. После этого на протяжении нескольких десятилетий участвовал преимущественно в теле- и радиоспектаклях.
Дебютировал в кино в 1951 г. в небольшой роли в фильме Александра Форда «Молодость Шопена». Среди последующих ролей Мацеевского — прокурор в «Коротком фильме об убийстве» Кшиштофа Кесьлёвского (1988) и эпизод в «Брате нашего Бога» Кшиштофа Занусси (1997).

## Фильмография
- Солдат Победы (1953)
- Канал (фильм, 1957) (1957)
- Прерванный полёт (фильм, 1964) (1964)
- Нюрнбергский эпилог (фильм) (1970)
- Короткий фильм об убийстве (1988)
- Декалог 5 (1990)
- Брат нашего Бога (1997)
- сама жизнь (польск. Samo życie) (2002)

## Награды
- Офицерский крест Ордена Возрождения Польши (1987)
- Кавалерский крест Ордена Возрождения Польши (1975)
- Золотой Крест Заслуги (1967)